# Milford (Nebraska)
Milford – miasto w Stanach Zjednoczonych, w stanie Nebraska, w hrabstwie Seward.